# Witbaardhelmkolibrie
De witbaardhelmkolibrie (Oxypogon lindenii) is een vogel uit de familie Trochilidae (kolibries). De vogel is genoemd naar de Belgische botanicus Jean Jules Linden, die deze vogel heeft ontdekt.

## Verspreiding en leefgebied
De witbaardhelmkolibrie is endemisch voor de Andes in Venezuela. Ze leven hier in dwergbossen met epifyten en mossige páramo met plantensoorten uit het geslacht Espeletia.